# 象泉河
象泉河又称朗钦藏布（藏語：གླང་ཆེན་གཙང་པོ，威利转写：glang-chen gtsang-po，藏语拼音：Langqên Zangbo），印度河主要支流之一的萨特莱杰河主干流和河源。发源于西藏西北部，流出中国进入印度后称为“萨特莱杰河”（Śutudri）。象泉河流域面积22760平方公里，河长309公里。

## 参見
- 加果拉达坂
- 马攸木拉达坂